# Kaukura (Polinesia Francesa)
Kaukura es una comuna asociada de la comuna francesa de Arutua  que está situada en la subdivisión de Islas Tuamotu-Gambier, de la colectividad de ultramar de Polinesia Francesa.

## Composición
La comuna asociada de Kaukura comprende la totalidad del atolón de Kaukura.

## Demografía
| Gráfica de evolución demográfica de Kaukura entre 1977 y 2012 |
|                                                               |

Fuente: Insee